# Ringdijk 57
Ringdijk 57, Amsterdam is een gebouw met bijgebouw aan de Ringdijk te Amsterdam-Oost, Watergraafsmeer. Beide gebouwen zijn per 3 november 1970 rijksmonument.
Het betreft hier een relatief klein gebouw, zeker ten opzichte van haar belending Ringdijk 58 (eveneens rijksmonument), dat gedurende de eeuwen buitenplaats, boerenhofstede, buurthuis en horecagelegenheid was. Van de geschiedenis van dit kleine gebouwtje staande ten oosten van dat gebouw, is veel minder bekend. Het Monumentenregister schat in dat het uit de 18e eeuw stamt. Het maakt samen met Ringdijk 58 deel uit van het complex van de Vergulden Eenhoorn, dat als complex juist geen rijksmonument is. Achter het gebouw 57 staat een nog veel kleiner gebouw, een vermoedelijk omgebouwd melkhuisje van wat ooit de boerderij was. Het gebied van de Watergraafsmeer was vanaf de inpoldering in 1629 agrarisch gebied, ook toen de gemeente Amsterdam het in 1921 annexeerde. Het is nog een wonder dat beide panden er nog staan. Zowel Watergraafsmeer (1907) als Amsterdam (1929) had grootse plannen voor stedelijke bebouwing, maar geldgebrek met bouwverbod en Tweede Wereldoorlog gooiden roet in het eten. Pas in 1952 kwam de stedelijke bebouwing, maar die werd in de vorm van de Rudolf Dieselstraat keurig om de boerderij heen gebouwd. De boerderij zou het tot in de jaren zeventig volhouden, maar de twee betreffende gebouwtjes waren toen al afgekoppeld.
Het gebouw kreeg na overname door de gemeente Amsterdam de bijnaam 't Scheepje. In die jaren was er aan Ringdijk 57 een aardappelhandel gevestigd. Aardappels, groenten en fruit komend uit de agrarische gebieden rondom Amsterdam werden in die jaren middels scheepjes de stad ingevoerd naar bijvoorbeeld de groentemarkt aan de Singelgracht. De aardappelhandel was in handen van familie Heerding, ging over in handen van zoon en kleinzoon en vanaf 1964 bij de families Doorman en Kars. In de tijd dat de boerderij omgebouwd werd tot buurthuis (1973/1974) werden de twee kleine gebouwtjes klaargemaakt voor bewoning. Ze ondergingen een complete gedaanteverwisseling van schuur naar woningen gelijkend op het voormalige hoofdgebouw. Verschil bleef er; het hoofdgebouw heeft halfluiken voor de ramen; bij het woonhuisje met bijgebouw worden de ramen geheel afgesloten. Na verdere verbouwingen restauraties werd het complex in 2021 aangekocht door Stadsherstel.

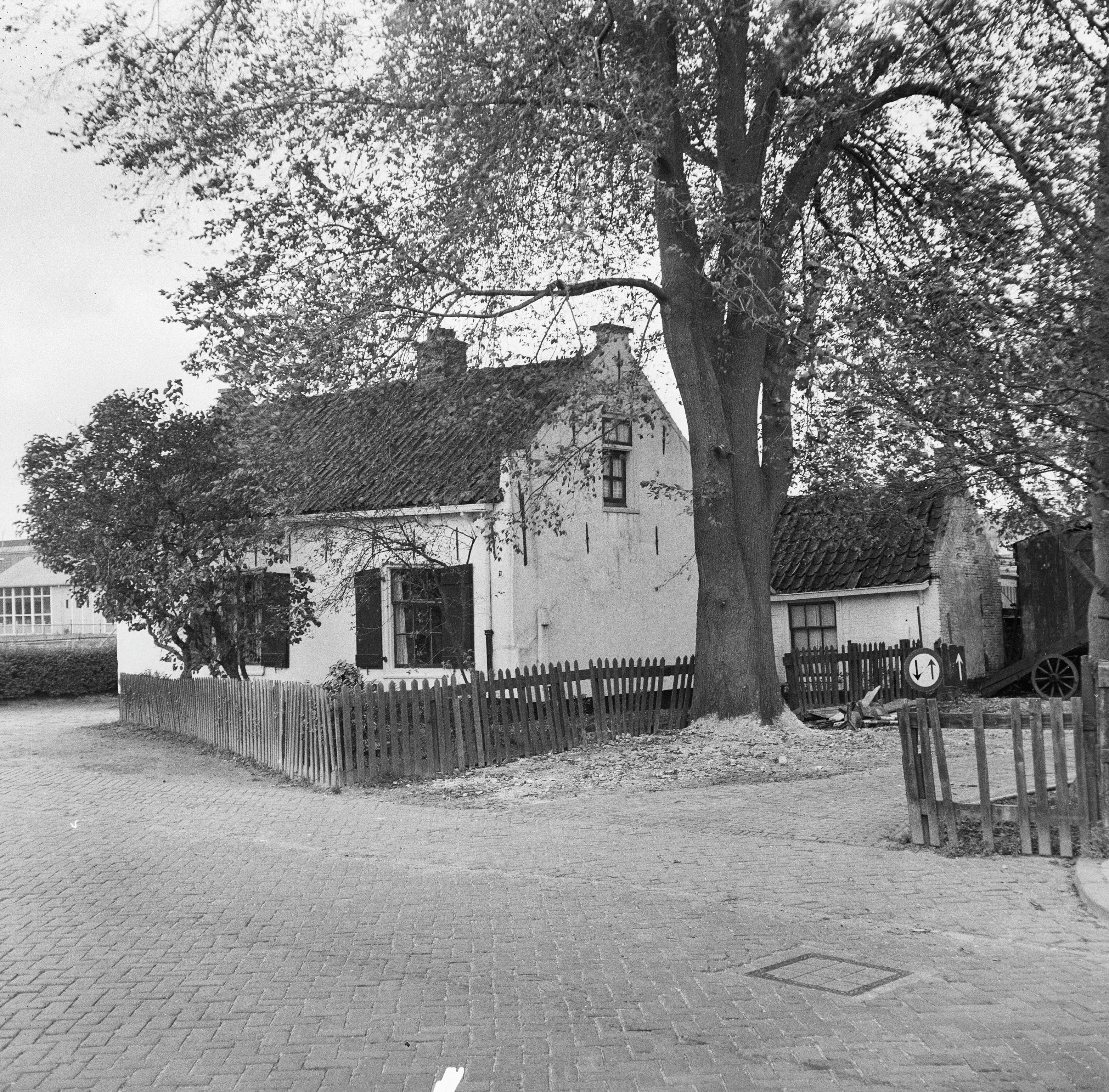
Beide huisjes in 1957
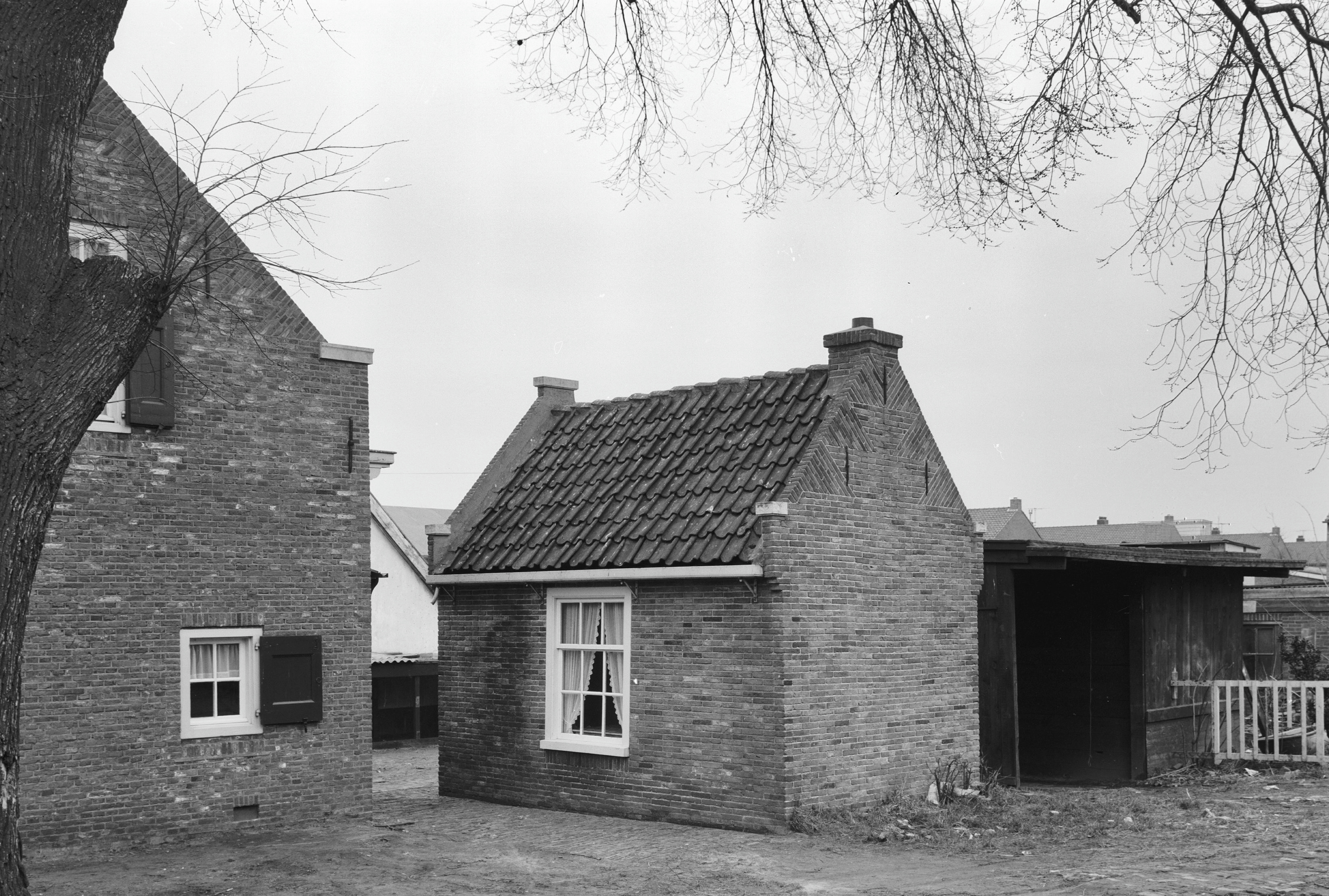
Bijgebouw in 1965
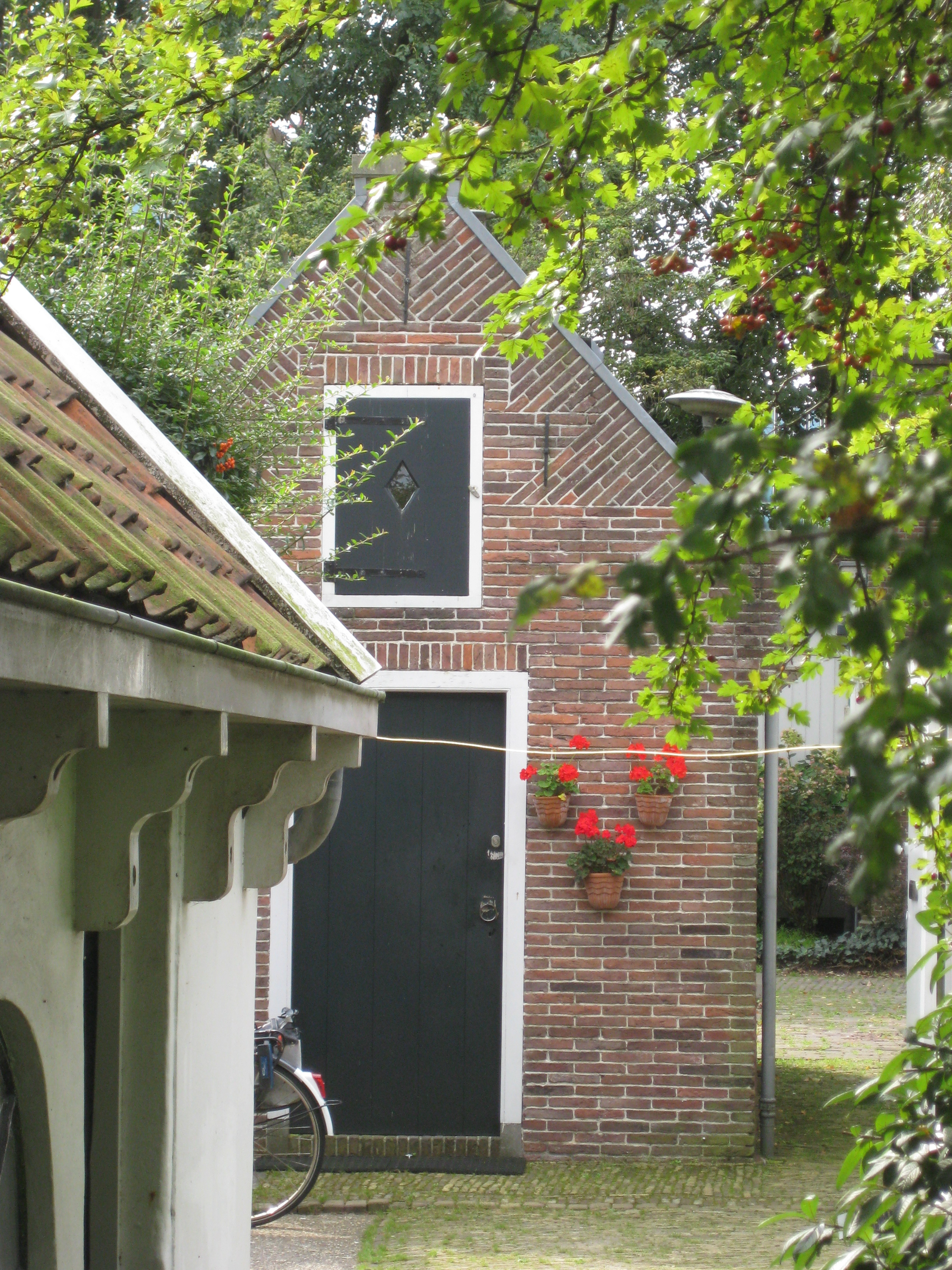
Bijgebouw in september 2011